# Tor Isedal
Tor Isedal (20 de julio de 1924 - 18 de febrero de 1990) fue un actor teatral, cinematográfico y televisivo de nacionalidad sueca.

## Biografía

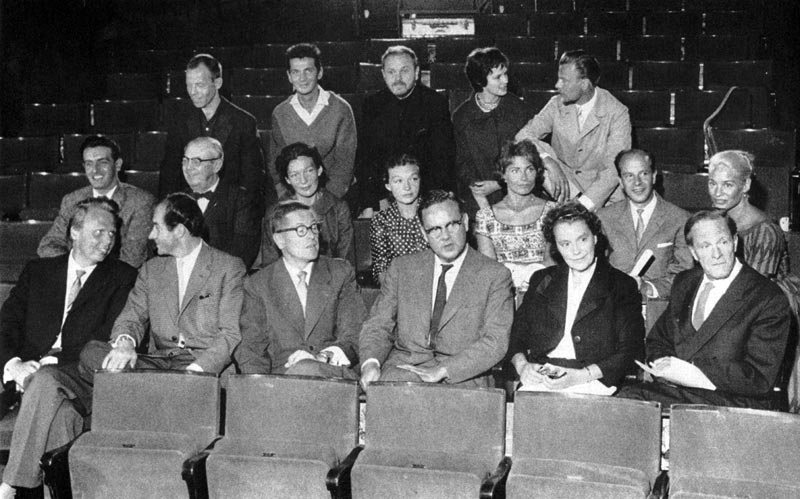
De izq. a der. arriba: Hans Düberg, Heinz Hopf, Erik Strandmark, Mona Malm y Hans Dahlin. Centro: Tor Isedal, Erik Berglund, Barbro Hiort af Ornäs, Ulla Sjöblom, Gunnel Lindblom, Ingvar Kjellson y Ingrid Thulin. Abajo: Bengt Lagerkvist, Curt Masreliéz, Lars-Erik Kjellgren, Henrik Dyfverman, Isa Quensel y John Elfström

Su verdadero nombre era Tor Edvard Carlsson, y nació en Norrköping, Suecia. Isedal se formó como decorador antes de dedicarse a la actuación. Por medio de las actividades de aficionados en la organización IOGT, contactó con Tjadden Hällström y empezó a actuar en sus revistas. A finales de la década de 1940 llegó a Estocolmo, estudiando en la escuela teatral de Axel Witzansky en 1949–1950, fracasando en su intento de ingresar en la escuela del Teatro Dramaten.
Junto a Allan Edwall, al que conoció aprendiendo interpretación, actuó a principios de los años 1950 en el Teatro en Gamla Stan, haciendo el papel principal de Woyzeck en 1953. Trabajó en el Teatro Popular de Gotemburgo en 1955–1956, y en 1957 llegó al Malmö stadsteater. En ese último conoció a Ingmar Bergman, que le proporcionó uno de sus papeles cinematográficos de mayor fama, el de pastor mudo en El manantial de la doncella (1960). Casi al mismo tiempo empezó a actuar en teatro televisado, formado parte del elenco de la temporada 1959–1960. Entre 1964 y 1966 estuvo en el Stadsteater de Estocolmo, un escenario al que volvería en otras ocasiones. Además, actuó en teatros como el Arenabåten  de Per Simon Edström y el Riksteatern.
Los personajes que Isedal interpretaba eran a menudo villanos, aunque también hizo papeles regulares en producciones televisivas como Söderkåkar (1970) y Hedebyborna (1978, 1980 y 1982). No fue inusual que encarnara personajes trastornados como Lasse en Söderkåkar y Ölund en Ett resande teatersällskap. En la serie Spanarna (1983) era un inspector de buen corazón. Fue conocido también por su dominio de los monólogos, así como por su actuación en la obra teatral de Eugene O'Neill Hughie. En el final de su carrera fue Stråholmaren en la cinta S.O.S. - En segelsällskapsresa (1988).
Tor Isedal falleció en Nynäshamn, Suecia, en el año 1990. Había estado casado con Marie Isedal, Marie Hedeholm y Eva Kars. Fue padre de Per Isedal, Ola Isedal, Pernilla Isedal y Peter Isedal.

## Filmografía (selección)
- 1950 : Cinderella (doblaje en 1967)
- 1952 : Hon kom som en vind
- 1953 : Barabbas
- 1953 : Vägen till Klockrike
- 1954 : Karin Månsdotter
- 1954 : Flicka utan namn
- 1955 : Den underbara lögnen
- 1957 : El séptimo sello
- 1958 : Rabies (TV)
- 1959 : Måsen (TV)
- 1959 : Skuggornas klubb (TV)
- 1959 : Oväder på Sycamore Street (TV)
- 1959 : Åke och hans värld (TV)
- 1960 : Antigone (TV)
- 1960 : Björnen (TV)
- 1960 : Diana går på jakt (TV)
- 1960 : En löskekarl (TV)
- 1960 : El manantial de la doncella
- 1960 : Slå nollan till polisen (TV)
- 1960 : Spökhotellet (TV)
- 1961 : Dacke (TV)
- 1961 : Eurydike (TV)
- 1961 : Frisöndag (TV)
- 1961 : Fru Inger til Østråt (TV)
- 1961 : Stöten
- 1962 : En nolla för mycket
- 1962 : Halsduken (TV)
- 1962 : Siska
- 1962 : Vaxdockan
- 1962 : Vita frun
- 1963 : Ett drömspel (TV)
- 1963 : Kurragömma
- 1964 : Bröllopsbesvär
- 1964 : Dansen kring Guldbaggen
- 1964 : Är du inte riktigt klok?
- 1965 : Morianerna
- 1966 : Adamsson i Sverige
- 1966 : Hotet (TV)
- 1966 : Winnie the Pooh y el árbol de miel (voz)
- 1966 : Ormen
- 1966 : Tartuffe (TV)
- 1967 : Astérix el Galo (voz)
- 1967 : El libro de la selva (voz)
- 1967 : Drottningens juvelsmycke (TV)
- 1967 : En sån strålande dag
- 1967 : Glasmenageriet (TV)
- 1967 : Roseanna
- 1968 : Astérix y Cleopatra (voz)
- 1968 : Bombi Bitt och jag (TV)
- 1968 : Hönssoppa med korngryn (TV)
- 1968 : Komedi i Hägerskog
- 1968 : Markurells i Wadköping (TV)
- 1968 : Winnie the Pooh and the Blustery Day (voz)
- 1968 : Påsk (TV)
- 1968 : Repetitionen (TV)
- 1968 : Rätt man (TV)
- 1969 : Biprodukten (TV)
- 1969 : Kameleonterna
- 1969 : Solens barn (TV)
- 1969 : Vårdaren (TV)
- 1969 : Åsa-Nisse i rekordform
- 1970 : Kyrkoherden
- 1970 : Pippi Långstrump på de sju haven
- 1970 : Söderkåkar (TV)
- 1971 : Avbilden
- 1971 : Dagmars heta trosor
- 1971 : Exponerad
- 1971 : Gunghästen (TV)
- 1971 : Midsommardansen
- 1972 : Agaton Sax och bröderna Max (TV)
- 1972 : Barnen i höjden (TV)
- 1972–1973 : Ett resande teatersällskap (TV)
- 1973 : Levande bilder (TV)
- 1974 : La leyenda de Drácula (narrador)
- 1974 : Erik XIV (TV)
- 1974 : Nalle Puh och den skuttande tigern
- 1975 : I död mans spår
- 1975 : Justine och Juliette
- 1975 : Lejonet och jungfrun
- 1975 : Nisse och Greta (TV)
- 1975 : Sängkamrater
- 1975 : Tjocka släkten (TV)
- 1976 : Predikare-Lena (TV)
- 1976 : Scapins rackartyg (TV)
- 1977 : Victor Frankenstein
- 1978 : Hedebyborna (TV)
- 1979 : Bröllopsgåvan
- 1979 : Godnatt, jord (TV)
- 1980 : Och skeppets namn var Gigantic… (TV)
- 1981 : Skärp dig, älskling! (TV)
- 1983 : Mäster Olof (TV)
- 1983 : Spanarna (TV)
- 1984 : Se upp för sjöjungfrur (TV)
- 1986 : Bödeln och skökan (TV)
- 1986 : Ulme (TV)
- 1987-1988 : Patoaventuras (TV, voz)
- 1987 : Mälarpirater
- 1987 : Mio in the Land of Faraway (voz)
- 1988 : SOS – en segelsällskapsresa
- 1989 : Hassel – Offren (TV)
- 1990 : Från de döda
- 1990 : Kära farmor (TV)
- 1990 : Smash (TV)
- 1991 : Tre kärlekar (TV)

## Teatro
- 1957 : El avaro, de Moliére, dirección de Tore Karte, Fredriksdalsteatern[3]
- 1957 : Underbara människor, de William Saroyan, dirección de Yngve Nordwall, Malmö stadsteater
- 1957 : Eurydike, de Jean Anouilh, dirección de Lars-Levi Læstadius, Malmö stadsteater
- 1957 : Rödbetan, de Marcel Achard, dirección de  Yngve Nordwall, Malmö stadsteater
- 1957 : El misántropo, de Molière, dirección de Ingmar Bergman, Malmö stadsteater[4]
- 1958 : Herr Mississippis äktenskap, de Friedrich Dürrenmatt, dirección de Lars-Levi Læstadius, Malmö stadsteater
- 1958 : Boboll, de André Roussin, dirección de Lars-Levi Læstadius, Malmö stadsteater
- 1958 : Fausto, de Johann Wolfgang von Goethe, dirección de Ingmar Bergman, Malmö stadsteater[5]
- 1958 : Värmlänningarna, de Fredrik August Dahlgren y Andreas Randel, dirección de Ingmar Bergman, Malmö stadsteater[6]
- 1959 : Amphitryon, de Molière, dirección de Lars-Levi Læstadius, Malmö stadsteater
- 1961 : La fierecilla domada, de William Shakespeare, dirección de Per Gerhard, Vasateatern[7]
- 1961 : Romeo y Julieta, de William Shakespeare, dirección de Frank Sundström, Uppsala stadsteater[8]
- 1962 : Karl XII, de August Strindberg, dirección de Frank Sundström, Uppsala stadsteater[9]
- 1962 : Kassabrist, de Vilhelm Moberg , dirección de Johan Bergenstråhle, Uppsala stadsteater[10]
- 1964 : La ópera de los tres centavos, de Kurt Weill y Bertolt Brecht, dirección de Hans Dahlin, Stockholms stadsteater
- 1966 : Fruar på vift, de Georges Feydeau, dirección de Etienne Glaser, Stockholms stadsteater
- 1971 : Oh! Calcutta!, de Kenneth Tynan, dirección de Hans Bergström, Folkan[11]
- 1974 : La fierecilla domada, de William Shakespeare, dirección de Lennart Kollberg, Riksteatern[12]
- 1974 : Mina sånger de ska leva, de Mikis Theodorakis, dirección de Pi Lind, Nya Komediteatern y Riksteatern[13]
- 1978 : A Little Night Music, de Stephen Sondheim y Hugh Wheeler, dirección de Stig Olin, Folkan[14]
- 1979 : En man för mycket, de Ray Cooney y John Chapman, dirección de Klaus Pagh, Folkan[15]
- 1979 : Annie, de Charles Strouse, Thomas Meehan y Martin Charnin, dirección de Stig Olin, Folkan[16]
- 1982 : The Sound of Music, de Richard Rodgers y Oscar Hammerstein II, dirección de Stig Olin, Folkan[17]
- 1983 : Snövit och de sju dvärgarna, de Beppe Wolgers, dirección de Stig Olin, Folkan[18]
- 1986 : Ringo, de Birgitta Götestam, Göran Arnberg y Magnus Fermin, dirección de Birgitta Götestam, Göta Lejon[19]
- 1987 : De ratones y hombres, de John Steinbeck, dirección de Fred Hjelm, Stockholms stadsteater
- 1989 : Den stora lögnen, de Sam Shepard, dirección de Jan Håkanson, Stockholms stadsteater

## Radioteatro
- 1960 : Han som sålde sin fru, de David Tutaev, dirección de Staffan Aspelin[20]
- 1960 : Jons födelsedag, de Inge Johansson, dirección de Helge Hagerman[21]